# Sódzso kakumei Utena
Revolutianary Girl Utena (少女 革命 ウテナ Shōjo Kakumei Utena) két manga és egy animesorozat. A képregényeket írta Chihou Saito a rajzfilmsorozatot rendezte Kunihiko Ikuhara. 
Az első manga a Shoujo Kakumei Utena. Ez képezte a tv-sorozat alapját. A két történet mindazonáltal a közepétől más fordulatot vesz. 5 kötetes, a mangaka Chiou Saito. A második manga a Shoujo Kakumei Utena: Adolescence Mokushiroku. A története majdhogynem teljesen megegyezik a film történetével. Nagyjából egy időben is jelentek meg. 1 kötetes, a mangaka itt is Chiou Saito. Shoujo Kakumei Utena, alternatív címein Revolutionary Girl Utena, Ursula's Kiss, La Filette Revolutionairre, 39 részes, 1997-ben készült anime sorozat. Shoujo Kakumei Utena Adolescence Mokushiroku, angol címén Revolutionary Girl Utena Adolescence Apocalypse, 90 perces animációs mozifilm 1999-ből.

## A történet
A képregény, a tv-sorozat és a film háromszor fut neki nagyjából ugyanannak a mesének, és mindhárom mást hoz ki belőle. Az alapvetés: az elárvult kislány Utena megmentője egy arctalan vándorló herceg, akitől egy rózsát ábrázoló pecsétgyűrűt kap. A nevét nem árulja el, de megígéri, hogyha a lány felnőve sem veszíti el tisztaságát, újra találkozhatnak. 
Utena serdülőkorába érve egy új iskolába kerül, ahol találkozik Anthy-val, akit a többi lány lekezel és semmibe vesz.
Utena kiáll az elveiért és előbb szóban, majd a szó szoros értelmében is kardot kell ragadnia. Kiderül, hogy az iskolában egy zárt vívókör működik, ahol a győztes többet nyer, mint a puszta dicsőség, és ahová a bejutást nem más szavatolta, mint a gyűrűje. Utena mindenki legnagyobb meglepetésére első párbaján győz, és ezzel a tulajdonába kerül Dios kardja... és Anthy, a Rózsa Menyasszonya, akit mindig a győztes birtokol- testestől, lelkestől. Egészen a következő kihívásig. 

## Irodalmi előzményei
… kétségbeesetten olvastam tovább, ahogy félelem ölelte körül szívemet: „A madár kiküzdi magát a tojásból. A tojás a világ. Aki meg akar születni, annak egy egész világot kell szétrombolnia…”
Bár az Utena független mű, mint képregény, sorozat és film, de két fő ihlető forrással is rendelkezik.
- Az egyik a Berusaiyu no Bara (ベルサイユのばら), alternatív  címein The Rose of Versailles; Lady Oscar; Versaille Rózsája, egy 1872-es manga, aminek később 1979-ben ugyanezen név alatt anime változata is született. A francia forradalom időszaka alatt játszódik a kulcsfigurája egy nő létére férfiruhát öltő „katona” Oscar Francois de Jarjeyes. A látványvilág, a testőri-katonai egyenruhák, a különleges épületek, a párbajok nagyrészt az Oscar-ra vezethetők vissza.

- A szellemiség forrása ellenben sokkal inkább Hermann Hesse 1917-es inkognitóban közzétett novellája a Demian.

A Demian-ból kölcsönzött sorok közvetlen átdolgozása el is hangzik az animében, mikor a Világ Végére váró párbajozók összegyűlnek. (Lásd Wikidézet.)

## Szereplők
Az Utena szereplőgárdája nagyjából megegyezik mind a képregényben, mind a sorozatban és a későbbi egész estés animációs film feldolgozásokban. Ellenben a történet nagyobb eltéréseket mutat: a manga képregény még elég játékos, a tv-sorozat már valamivel komorabb, és tele van egy gyermek számára nehezen értelmezhető erotikus verbális és vizuális utalással (ezek kiterjednek a vérfertőzésre, a férjezett nővel való kapcsolatra, és az azonos neműek közötti testi kapcsolatra), a filmet pedig hajszál választja el az explicit szexualitás bemutatásától.
A változtatások betudhatók annak, hogy a filmben sűrítve kellett bemutatni az amúgy komplex cselekményt és a szereplők bonyolult egymáshoz való viszonyát, ezért elhagyták egyes események konkrét bemutatását, és erőteljes szimbólumokat alkalmaztak helyettük.

### Utena
Egy első pillantásra fiúsan viselkedő, de valójában egy szende és idealista kislány. Őszinte, nyílt és barátságos. Magatartása miatt közel minden iskolatársnője rajong érte. Miután „elnyeri” Anthy-t bizarr szexuális feszültséggel átszőtt barátság szövődik kettejük között. Sokáig habozik álmai hercegképe, a rá hasonlító jelöltek és barátnője Anthy között. Végül a lány mellett dönt- először talán nem is Anthy kedvéért: hiszen Utenának inkább a szerepkör felelt meg, amit mellette reprezentálhatott (erre céloz is a tv-sorozatban, közvetlen Anthy öngyilkossági kísérlete után), de aztán, a finálé krízishelyzetében (mikor sokáig hiába próbálja feltörni a koporsót) átértékeli az eddigieket és kimondja: csak Anthy mellett volt boldog igazán.
Utena karakterdizájnja a képregényben először a színes borítókon vörös hajjal szerepelt, majd az első pár történetet követően átszínezték rózsaszínre. A sorozatban már így jelenik meg. A filmben kissé magasabbnak és erőteljesebbnek tűnik, és a ruhája is maszkulinabb, a haja pedig rövid, csak később, a kard "varázserejének" hatására nő meg egy csapásra. Viszont a fáradtan tapasztalt Anthy-val szemben érzelmesebb és ártatlanabb.

### Anthy
Anthy a Rózsa Menyasszonya, senki nem tudja mikor került ebbe a helyzetbe és miért, de ekként szinte kultikusan az ő személye körül csoportosulnak a párbajok. Engedelmessége mögött a tv-sorozatban és a képregényben egy mindenben megfáradt lélek; a filmben pedig egy valóságos prostituált bujkál, aki kihívó nyíltsággal mosolyogva flörtöl- gyakorlatilag bárkivel. Anthy teste rejti a titokzatos Dios kardot. A fegyver birtokosa a vívókör szerint eljuthat a lebegő kastélyba és az álmait átadhatja az örökkévalóságnak. A kard a kulcsa a misztikus eseménynek, a Forradalomnak, amivel a végső győztes az utolsó párbaj után átformálhatja a világot. 
Anthy szó szerint szemből hátba szúró karakter, aki hajlamos a jótevőjét a legrosszabb pillanatban elárulni, bár kérdés: áldozat vagy méltó büntetését töltő bűnös inkább.
A figuránál a képregény és a tv-sorozat dizájnja egyezik. A filmen azonban világosítottak az eredetileg sötétkreol bőrén és a szeme is zöldebb lett. A haja, ami addig csak elvétve volt kibontva, szabadon száll a szélben. A filmben egyrészt nyíltabban ábrázolják a szexuális kiszolgáltatottságát, amiben mintha azonban maga is aktív partner lenne; másrészt mégis rokonszenvesen határozottabb, és mikor ki kell állnia Utena mellett barátnője nem csalódik benne.

### Touga
A történet egyik herceg-típusa a sok közül. Touga mindenütt igazi szívtipró, de személyiségében a képregény és a tv-sorozat kisebb, míg és a film nagyobb különbségeket alkalmaz.
- A mangában erőszakosan "hajt" Utenára az első perctől kezdve. Lefogja, hogy megcsókolhassa, önmagát ellenállhatatlannak tartja stb. Rendkívül jóképű, de nem túl szimpatikus szereplő.
- A tv-sorozatban hasonlóképpen agresszív, de az Utenával való kapcsolata többrétűbbnek tűnik. Számos apró jellel bizonytalanítja el a nézőt, mikor az már épp véleményt alkotna, hogy a fiú csak játszik e a lánnyal, vagy valóban szerelmes de magának sem meri bevallani, mert ez ütközne a saját magáról kialakított külső imázzsal. Utena túlzott határozottsága is inkább az ellenfél képét erősíti vele szemben, nem megmentésre szoruló hercegnő, aki csak Tougára vár (végül szembe is kerülnek egymással egy párbajban és a lány legyőzi). Nagyon gőgös, de egyáltalán nem üresfejű egyéniség.
- A filmben 180 fokos fordulat következik be: két katartikus visszaemlékezés fedi fel gyermek és serdülőkora sokkoló történéseit, amitől fokról-fokra átkerül a tragikus hős szerepébe. Mindemellett az egész történetet más aspektusba helyező információt is elárul..  valóság e az Utenát körbevevő világ, az iskola, a lebegő kastély és ő maga, vagy valami egészen más?

### Dios
Ő volt az a titokzatos "herceg", aki elindította Utenát a saját, különleges erkölcsi alapvetésekkel bíró útján: "Ha a szíved felnőve sem veszíti el tisztaságát, újra találkozhatunk"- ígérte neki és Utena eltökélten próbál megfelelni ennek az idealizált eszményképnek. Dios talán a legkevésbé "reális" karakter mind közül, még a szimbolikus történethez képest is elvont figura, sosem konkretizálódik igazán megmagyarázhatóan az Utenával való azonossága, ami ha fantomszerűen megjelenik, többször is lenyűgözi Anthy-t, vagy Utena éppen szembenálló ellenfelét.
Dios emléke mellett Utena szívében valójában eltörpül minden "jelentkező" aki esetleg valóban a partnere lehetne. Így választásra kényszerül: vagy elfogad egy hús-vér férfit a hercegének annak minden esetleges emberi hiányosságával együtt, vagy ő maga teljesíti ki a vágyai szerepét és lesz a szeplőtelen, gáncs nélküli lovag, minden lány romantikus álma, egy szenvedő hercegnő megmentője.
Diost a mese szerint egy gonosz boszorkány zárta a légben úszó kastélyba, ahonnét csak egy nemes lélek szabadíthatja ki. Ereje a földön egy kard belsejében él tovább, de csak a legjobb, legbátrabb és legtisztább szívű forgathatja szerencsével.

### Akio
Anthy bátyja. Az iskola helyettes igazgatójaként már a posztja is sokat sejtet egy olyan történetben, minek minden képkockája szimbólumokkal terhelt: olyan, aki valaki helyére került és jelenleg, annak visszatéréséig korlátlan hatalommal bír a többi szereplő felett.
Valójában ő Dios alteregója, mindaz, ami a "hercegből lett" miután az elvesztette az "ártatlanságát". Élvhajhász manipulátor, élvezi, ha kihasználhatja a körülötte élőket, akiket gyorsan és könnyen kiismer. Nincs olyan szereplő, aki, ha felkeltette a figyelmét, hát ne szerezte volna meg magának nemre, korra és családi állapotra való tekintet nélkül.
Akio a felnőtt, nemileg érett férfi benyomását kelti az iskolában hódító ifjú titánokhoz képest; több státuszszimbólummal rendelkezik, mint ők, a hangja mélyebb, a filmben az egyedüli, akinek van kocsija, kiemelik azt a szerepét, hogy pénzt keres, ellátja húgát és gondoskodik szükségleteiről.
A tv-sorozatban Tougával egy ideig verseng Utena kegyeiért, aztán végérvényesen az iskola második számú sármőrévé fokozza le és ő lesz Utena utolsó ellenfele, aki azonban felkínálja a lánynak a valódi hercegnői lét lehetőségét is az oldalán.
A filmben a szerepe Anthy visszaemlékezéseire korlátozódik és kevésbé nyomasztó a jelenléte. Akio nevének jelentése Esthajnalcsillag (mint Lucifer).

## Az anime
Az anime 4 fejezetre, az úgynevezett sagába oszlik. Ezek a- The Student Council, Black Rose, Ohtori Akio, és Apocalypse Saga. 

## Szimbólumok
Az Utena olyan archetípusokon keresztül jelenít meg egy posztmodern tündérmesét, mint a Herceg, a Hercegnő és a Boszorkány. A főszereplőnek tüskéken és várakon keresztül kell áttörnie, hogy elérje a célját. A történet a gyermekkor és a felnőttkor átmenete körül forog és minden az önazonosság keresése, az ébredő szexualitás és az ártatlanság elvesztésére centralizálódik.
A karakterek többségét elidegeníti valami gyermekkori trauma, ami mélyen és vitatható módon hat rájuk
Az Utena másik témája a klasszikus shojo témák és motívumok újraértelmezése. Példákat láthatunk a hősies férfi szereplők kudarcaira.

### Nemi szerepek
A sorozatban nagy hangsúlyt kaptak a (szabadon választott, vagy társadalmilag kirótt) nemi szerepek és az a premissza, hogy Utena herceg szeretne lenni és nem hercegnő. A fallikus szimbólumok halmozása: kardok, tornyok, autók, rudak és virágok szexuális hivatkozásai hozzájárulnak ehhez a témához. 

### Ruházat
Utena fiúsított ruháza a megkülönbözteti őt a többi lányszereplő szabvány iskolai egyenruhájától. Nem egy- az-egyben ölti magára a fiú uniformist, hanem egy kifejezetten nőies, de sportos verzióját varratja meg. A filmben fehér, testére tapadó, de álltól bokáig fedő együttest visel sapkával. Touga húga, Nanami sem hordja sokáig a matrózblúzt, hanem egy aranysárga párbajruhát visel, amit csak a vereségét követően hagy el. Ugyanígy nem hord női öltözéket a párbajklub vezetője Juri. Ő az egész történeten keresztül megőrzi ezt a határozottan férfias külsőt. A tv-sorozatban egyszer jelenik meg női neglizsében.
Anthy és bátyja homlokán egy indiai pötty látható. Ez a harmadik szem jele, ami arra utalhat, hogy egyedül ők ketten látják a valóságot, illetve, hogy amit körülöttük mindenki annak fogad el, nem az igazi világ.

### Épületek
Mind a tv-sorozat, mind a film látványvilágát alapvetően határozzák meg a teljesen elvont épületkonstukciók. Érthetetlen módon és okból gépesített- egész épülettömbök moccannak meg, hatalmas lépcsősorok fekete kontúrjai kísértenek a kék háttér előtt, a ragyogó ég felé törő tornyok, obszervatórium, a párbaj végén megkonduló hatalmas harangok, a tetőről hulló rejtélyes sziromeső, olyan elemek, amik a néző érzelmi állapotára hivatottak hatni.
Az i-re a pontot az égen fordítva lebegő kastély helyezi fel, aminek valódi magyarázatára különböző megoldást kínál a sorozat és a film. Ezen a hangulatkelésen felül, egyértelmű fallikus szimbólum Akio szálláshelye, az obszervatórium.

### Autók
A tv-sorozatban újra és újra felbukkannak a száguldó gépkocsik, amik tág spektrumát kínálják fel a szereplők jellemzésének: hol ül a karakter? Az anyósülésen, hátul, vagy éppenséggel ő vezet? Milyen a többi utashoz való viszonya? Mi szól a rádióban? És így tovább. 
Az autók a szabadság jelképei is, főleg a filmben, ahol többször is megemlítik, hogy Akiko elhagyta a kocsija kulcsát és azóta használatlanul rozsdásodik.
Az anime egyik párbaj jelenetében orral a földbe ágyazott autók között vívnak, a filmben pedig Utena a menekülés során egyszerűen átváltozik kocsivá!

## Konzol játék
Shoujo Kakumei Utena: Itsuka Kakumeisareru Monogatari (laza fordítása: „Egy napon eljön az én forradalmam is”) címen kiadtak 1988-ban egy számítógépes játékot Sega Saturn-ra. Angol címe „Four Days In Ohtori”. Műfajilag a kalandjáték és a szerepjáték ötvözete.
A játékban egy fiatal diákot alakítunk aki most érkezik az Ohtori akadémiára szülei kérésére. Utenához hasonlóan épp a középiskola 3. évében van (8. fok) ráadásul ugyanabba a szobába is helyezik el. Nem sokkal később egy elegáns idegen érkezik az osztályába: Sanjouin Chigusa. A zöld hajú lány állítólag hosszas betegség után tér vissza, s mielőtt távozott, a vívóklub tagja volt. Nemcsak szokatlan megjelenése kelt feltűnést, de magatartása is. Miért szegül ellen a diáktanácstagoknak? Mi motiválja a furcsa, majdnem kelletlen vonzalmát a főszereplő irányába?
A tiszta játékidő 5-6 óra körülbelül, de számtalanszor lehet ismételni, mivel több befejezés is létezik és a játékos cselekedetei aktívan befolyásolják a történet alakulását.